# Actinote idiographa
Actinote idiographa är en fjärilsart som beskrevs av Jordan 1913. Actinote idiographa ingår i släktet Actinote och familjen praktfjärilar. Inga underarter finns listade i Catalogue of Life.